# LOVE SONG BLUE
『LOVE SONG BLUE』（ラブソングブルー）は、日本のシンガーソングライターである玉置浩二の4枚目のオリジナル・アルバム。
1994年12月12日にソニー・ミュージックレコーズからリリースされた。前作『カリント工場の煙突の上に』（1993年）より約1年3ヶ月振りとなるオリジナル・アルバムであり、作詞はほぼ全曲で玉置と田村コウが担当、作曲は全て玉置が担当、プロデューサーは玉置と須藤晃が担当している。
レコーディングにはサウンド・プロデューサーとして星勝が安全地帯の7枚目のオリジナル・アルバム『安全地帯VII〜夢の都』（1990年）以来でプロデュース業として参加している。音楽性は前作に続きアコースティックな音使いをメインとしているが、ロック調のアップテンポの曲が前作よりも多く収録されており、またほぼ全曲に亘って玉置が作詞を行っている事を特徴としている。
本作からは先行シングルとして日本テレビ系テレビドラマ『おれはO型・牡羊座』（1994年）の主題歌として使用された「LOVE SONG」がシングルカットされた。本作はオリコンアルバムチャートにおいて最高位第18位となった。

## 背景
前作『カリント工場の煙突の上に』（1993年）リリース後、玉置は前年に引き続き俳優業として映画や単発テレビドラマに多数出演しており、11月20日公開のビートたけし原作の映画『教祖誕生』に出演した他、12月27日放送の関西テレビテレビドラマ『愛の降る街・領収書物語2』の一話「愛が言った」に出演、1994年2月21日放送の関西テレビテレビドラマ『愛と疑惑のサスペンス』の一話「夢の帰る場所」に出演、同ドラマでは劇伴を玉置が担当し、エンディングテーマとして本作収録曲「SACRED LOVE」が使用された。
同時期にコンサートツアーは行われていなかったが、坂本九のプロデューサーであった金子洋明から「あなたは絶対に歌わなきゃだめだ」と後押しされた事から再びライブを行う事を決意し、また金子から「まずレコードじゃなく、コンサートからやるんだ。とにかくあなたの声を聴かせろ」と言われた事を切っ掛けにアルバム『カリント工場の煙突の上で』や『あこがれ』（1993年）の収録曲を中心としたライブを開催する事となった。玉置と金子との出会いはかつて玉置が敬愛していた坂本を追悼した曲「星空におちた涙」を坂本の妻であった柏木由紀子に贈った事が縁となり、1991年8月8日に行われた七回忌の席上で坂本のプロデューサーであった金子と邂逅する事となった。玉置はその席上で前田憲男によるオーケストラ・アレンジにて「星空におちた涙」を歌唱した。これらの出来事が切っ掛けとなり、1993年頃に玉置が安全地帯としての活動を休止し音楽活動に対して強い疑念を抱いていた時期に、玉置自身が金子にアプローチした事から前述のプライベートでの接触へと繋がった。
同年には国連UNESCOの呼びかけによって奈良県東大寺仏殿前庭にて開催されたライブイベント「GME '94 〜21世紀への音楽遺産をめざして〜 AONIYOSHI」に、5月20日および21日、22日の3日間に亘って参加した。7月19日および20日にはグランドプリンスホテル新高輪内の宴会場「飛天」にて「MID-SUMMER CONCERT IN HITEN '94 玉置浩二 LOVE～昨日から明日まで～」と題した二夜限定のスペシャルライブを実施、同ライブには安全地帯のドラムスである田中裕二が参加した。田中は玉置から要請があった際にライブへの参加に躊躇していたが、玉置より渡されたデモテープに収録されていた「星になりたい」の一節「約束したよね」という部分を聴いて参加を決心した。

## リリース、プロモーション
本作は1994年12月12日にソニー・ミュージックレコーズからCDおよびMDの2形態でリリースされた。先行シングルとしてリリースされた「LOVE SONG」は日本テレビ系テレビドラマ『おれはO型・牡羊座』（1994年）の主題歌として使用された。本作収録曲である「星になりたい」は同ドラマの挿入歌として使用され、「SACRED LOVE」は玉置主演の関西テレビ制作「愛と疑惑のサスペンス『夢の帰る場所』」の挿入歌およびエンディングテーマとして使用された。また、本作収録曲である「正義の味方」が1995年6月21日リリースの9枚目のシングル「STAR」のカップリング曲として収録された。
本作に関するテレビ出演として、同年11月21日放送のフジテレビ系音楽番組『HEY!HEY!HEY! MUSIC CHAMP』（1994年 - 2012年）に出演した際は、「LOVE SONG」を披露した他に安全地帯の楽曲である「ワインレッドの心」（1983年）、「恋の予感」（1984年）、「悲しみにさよなら」（1985年）をメドレー形式で演奏、さらにギター1本による弾き語りで「じれったい」（1987年）が披露された。
2018年8月15日には紙ジャケットのSHM-CD仕様にて再リリースされた。

## ツアー
本作を受けてのコンサートツアーは「正義の味方ツアー」と題して1995年6月10日に開始され41都市全43公演が行われた。同ツアーには安全地帯から前述の通り田中が参加した他に、ベース担当の六土開正も参加する事となった。同ツアーの内、7月17日および18日の2日間連続となった東京厚生年金会館公演の模様を収録したライブ・アルバム『T』が1995年9月21日にリリースされた。また本ツアーにはバックバンドのキーボーディストとして安藤さと子が参加しており、玉置は1998年6月6日に当時妻であった薬師丸ひろ子と離婚し、1999年12月12日に安藤と入籍する事となった。

## 批評、チャート成績
| 専門評論家によるレビュー | 専門評論家によるレビュー |
| レビュー・スコア         | レビュー・スコア         |
| 出典                     | 評価                     |
| ------------------------ | ------------------------ |
| CDジャーナル             | 肯定的                   |
| TOWER RECORDS ONLINE     | 肯定的                   |

本作の音楽性に関しては肯定的な意見が挙げられており、音楽情報サイト『CDジャーナル』では、当時の玉置がアコースティックなサウンドで落ち着いたアダルトなイメージが強かった事を指摘した上で、本作ではイメージ通りの曲の他に「どちらかというとロックなはじけた作品が多い」と指摘、さらに「応援歌的、メッセージ的な楽曲もあったりして、ちょっと驚く」と意外性が高い事を肯定的に評価した。音楽情報サイト『TOWER RECORDS ONLINE』では、全10曲の内9曲の作詞に玉置が携わっている事を指摘した上で、「シンガー・ソングライターとしての幅もさらに広がった作品」と肯定的に評価した。
本作はオリコンアルバムチャートにおいて最高位第18位の登場回数は5回で、売り上げ枚数は6.1万枚となった。本作の売り上げ枚数は1988年以降の玉置浩二のアルバム売上ランキングにおいて第6位となった。2023年および2024年に実施されたねとらぼ調査隊による玉置のアルバム人気ランキングにおいてともに第6位となった。

## 収録曲
- CDブックレットに記載されたクレジットを参照[28]。

| #         | タイトル             | 作詞               | 作曲      | 編曲           | 時間  |
| --------- | -------------------- | ------------------ | --------- | -------------- | ----- |
| 1.        | 「正義の味方」       | 玉置浩二           | 玉置浩二  | 玉置浩二、星勝 | 4:44  |
| 2.        | 「いい顔で」         | 玉置浩二、田村コウ | 玉置浩二  | 玉置浩二、星勝 | 4:03  |
| 3.        | 「愛してるよ」       | 玉置浩二           | 玉置浩二  | 玉置浩二、星勝 | 4:40  |
| 4.        | 「ふたりなら」       | 玉置浩二、田村コウ | 玉置浩二  | 玉置浩二、星勝 | 5:50  |
| 5.        | 「SACRED LOVE」      | 玉置浩二           | 玉置浩二  | 玉置浩二、星勝 | 5:09  |
| 6.        | 「ROOTS」            | 玉置浩二、田村コウ | 玉置浩二  | 玉置浩二、星勝 | 4:57  |
| 7.        | 「最高でしょ?」      | 玉置浩二、田村コウ | 玉置浩二  | 玉置浩二、星勝 | 5:40  |
| 8.        | 「愛してんじゃない」 | 田村コウ           | 玉置浩二  | 玉置浩二、星勝 | 3:13  |
| 9.        | 「LOVE SONG」        | 玉置浩二、田村コウ | 玉置浩二  | 玉置浩二、星勝 | 6:07  |
| 10.       | 「星になりたい」     | 玉置浩二           | 玉置浩二  | 玉置浩二、星勝 | 4:53  |
| 合計時間: | 合計時間:            | 合計時間:          | 合計時間: | 合計時間:      | 49:16 |

## スタッフ・クレジット
- CDブックレットに記載されたクレジットを参照[29]。

### 参加ミュージシャン
| 1. 「正義の味方」 - 湊雅史 – ドラムス - 湯川一竜 – ベース - 小島良喜 – キーボード - 玉置浩二 – ギター - 長田進 – ギター - 鈴木茂 – ギター - Whacho – パーカッション - 藤井丈司 – シンセサイザー・オペレーター 2. 「いい顔で」 - 山木秀夫 – ドラムス - 美久月千晴 – ベース - 小島良喜 – キーボード - 玉置浩二 – ギター - 鈴木茂 – ギター - Whacho – パーカッション - 小林正弘 – トランペット - 清岡太郎 – トロンボーン - 本田雅人 – サクソフォーン - ボブ・ザング – サックスソロ - 藤井丈司 – シンセサイザー・オペレーター 3. 「愛してるよ」 - 湊雅史 – ドラムス - 湯川一竜 – ベース - 小島良喜 – キーボード - 玉置浩二 – ギター - 長田進 – ギター - Whacho – パーカッション - 藤井丈司 – シンセサイザー・オペレーター 4. 「ふたりなら」 - 山木秀夫 – ドラムス - 岡沢章 – ベース - 中西康晴 – キーボード - 倉田信雄 – キーボード - 玉置浩二 – ギター - 鈴木茂 – ギター - 長田進 – ギター - Whacho – パーカッション - 小林正弘 – トランペット - 清岡太郎 – トロンボーン - 鳥山敬治 – シンセサイザー・オペレーター - 藤井丈司 – シンセサイザー・オペレーター 5. 「SACRED LOVE」 - 倉田信雄 – キーボード - 玉置浩二 – ギター - Whacho – パーカッション - 高田みどり – パーカッション - 山口裕之 – ストリングス - 藤森亮一 – チェロソロ - 藤井丈司 – シンセサイザー・オペレーター | 1. 「ROOTS」 - 湊雅史 – ドラムス - 岡沢章 – ベース - 中西康晴 – キーボード - 倉田信雄 – キーボード - 小島良喜 – キーボード - 玉置浩二 – ギター - 鈴木茂 – ギター - Whacho – パーカッション - 中島オバヲ – パーカッション - 藤井丈司 – シンセサイザー・オペレーター 2. 「最高でしょ?」 - 山木秀夫 – ドラムス - 美久月千晴 – ベース - 倉田信雄 – キーボード - 小島良喜 – キーボード、ピアノ - 玉置浩二 – ギター - 鈴木茂 – ギター - 山岸潤史 – ギター - Whacho – パーカッション - 小林正弘 – トランペット - 清岡太郎 – トロンボーン - 小池修 – サクソフォーン - 藤井丈司 – シンセサイザー・オペレーター 3. 「愛してんじゃない」 - 湊雅史 – ドラムス - 岡沢章 – ベース - 小島良喜 – キーボード - 中西康晴 – ピアノ - 玉置浩二 – ギター - 長田進 – ギター - 鈴木茂 – ギターソロ - Whacho – パーカッション - 藤井丈司 – シンセサイザー・オペレーター 4. 「LOVE SONG」 - 長谷部徹 – ドラムス - 鈴木“vagabond”正之 – ベース - 小島良喜 – キーボード - 倉田信雄 – ピアノ - 玉置浩二 – ギター - 長田進 – ギター - Whacho – パーカッション - ボブ・ザング – アルトサックス - 藤井丈司 – シンセサイザー・オペレーター 5. 「星になりたい」 - 中西康晴 – キーボード - 倉田信雄 – キーボード - 玉置浩二 – ギター - Whacho – パーカッション - 中島オバヲ – パーカッション - 山口裕之 – ストリングス - 鳥山敬治 – シンセサイザー・オペレーター - 藤井丈司 – シンセサイザー・オペレーター |

### 録音スタッフ
- 玉置浩二 – プロデューサー
- 須藤晃 – プロデューサー、ディレクター
- 星勝 – サウンド・プロデューサー
- 田中邦明 – レコーディング・エンジニア、ミキシング・エンジニア
- 中山大輔 – レコーディング・エンジニア
- 大川正義 – レコーディング・エンジニア
- 伊豫部富治 – レコーディング・エンジニア
- 飯泉“toppy”俊之 – レコーディング・エンジニア
- 後藤昌司 – レコーディング・エンジニア
- 橋本仁司 – アシスタント・エンジニア
- 藤原成文 – アシスタント・エンジニア
- 小林真司 – アシスタント・エンジニア
- 笠井鉄平 – マスタリング・エンジニア
- 堀内寿哉 – マスタリング・エンジニア
- トマト畑 – マネージメント・オフィス
- 恩田裕子 – マネージメント
- 渋谷博 – マネージメント
- 大野祥孝 – ミュージシャン・コーディネート

### 美術スタッフ
- 高原宏 – アート・ディレクション
- そごいちろう – デザイン
- 大山千賀子 – 写真撮影
- 三浦憲治 – 写真撮影
- 遠山直樹 – スタイリスト
- 関口功 – ヘアー&メイク・アップ

### 制作スタッフ
- 内田久喜（ソニーレコード） – プロモーション・スタッフ
- 金子洋明 – スペシャル・サンクス
- MIYASHITA-KUN – スペシャル・サンクス
- KAMISAMA – スペシャル・サンクス
- ISHIMARU-CHAN – スペシャル・サンクス
- KŌCHŌ – スペシャル・サンクス
- N-FAMILY – スペシャル・サンクス
- HAZE-CHAN – スペシャル・サンクス
- INAGAKI-SAN – スペシャル・サンクス
- 中沢慎太郎 – スペシャル・サンクス
- 金子章平 – スペシャル・サンクス
- 渡辺純一 – エグゼクティブ・プロデューサー

## チャート
| チャート         | 最高順位 | 登場週数 | 売上数  | 出典        |
| ---------------- | -------- | -------- | ------- | ----------- |
| 日本（オリコン） | 18位     | 5回      | 6.1万枚 | [ 2 ] [ 3 ] |

## リリース日一覧
| No. | リリース日     | レーベル                                 | 規格         | カタログ番号 | 備考                   | 出典          |
| --- | -------------- | ---------------------------------------- | ------------ | ------------ | ---------------------- | ------------- |
| 1   | 1994年12月12日 | ソニー・ミュージックレコーズ             | CD           | SRCL-3093    |                        | [ 23 ] [ 30 ] |
| 2   | 1994年12月12日 | ソニー・ミュージックレコーズ             | MD           | SRYL-7176    |                        |               |
| 3   | 2012年11月7日  | ソニー・ミュージックダイレクト           | AAC-LC       | -            | デジタル・ダウンロード | [ 31 ]        |
| 4   | 2012年11月7日  | ソニー・ミュージックダイレクト           | ロスレスFLAC | -            | デジタル・ダウンロード | [ 32 ]        |
| 5   | 2018年8月15日  | ソニー・ミュージックダイレクト／GT music | BSCD2        | MHCL-30521   | 紙ジャケット仕様       | [ 33 ] [ 24 ] |